# Ruda (gmina Przyłęk)
Ruda – wieś w Polsce położona w województwie mazowieckim, w powiecie zwoleńskim, w gminie Przyłęk. Należy do sołectwa w Wysocinie. Leży na lewym brzegu Zwolenki.
W latach 1975–1998 miejscowość administracyjnie należała do województwa radomskiego.
Wierni Kościoła rzymskokatolickiego należą do parafii Matki Bożej Częstochowskiej w Przyłęku.